# 諸靈節
諸靈節（英語：All Souls' Day），又稱悼亡節、追思已亡節、追思亡者節，是在每年的11月2日。這個節日是天主教會和聖公會的煉靈月的第二日，而這日是用作紀念及追思亡者，特別是已亡信眾的瞻禮日。

## 源由
天主教會早期已普遍有為亡者祈禱的習慣，亦有有關煉獄的信仰。本篤會會士一向習慣在11月1日的晚課中為亡者誦經，受這傳統所影響，後來教會把11月2日定為追思已亡節。教會希望教友為已亡的靈魂祈禱，希望他們早登天國。
教廷及後更鼓勵教徒於11月為煉靈（即炼狱中的灵魂，souls in Purgatory）祈禱。因此，教廷把11月定為煉靈月，特別為煉獄中的靈魂祈禱。而在追思已亡節下午，於天主教墳場會舉行彌撒，追思所有已亡信眾。